# Dick Garrard
Richard Edward „Dick” Garrard (ur. 28 lipca 1910 w Armadale, przedmieściu Melbourne, zm. 1 marca 2003 w Geelong) – australijski zapaśnik walczący w stylu wolnym. Trzykrotny olimpijczyk. Srebrny medalista z Londynu 1948; jedenasty w Helsinkach 1952 i trzynasty w Berlinie 1936. Walczył w kategorii do 66–73 kg.
Złoty medalista igrzysk Imperium Brytyjskiego i Wspólnoty Brytyjskiej w 1938, 1950 i 1954; brązowy w 1934 roku.
Oficer Orderu Imperium Brytyjskiego w 1976 i Orderem Sikatuny roku
Jego syn Richard Garrard uczestniczył w zawodach wioślarskich na igrzyskach w Tokio1964.

## Letnie Igrzyska Olimpijskie 1936
| Konkurencja      | Rundy eliminacyjne       | Rundy eliminacyjne     | Klas. końcowa |
| Konkurencja      | Przeciwnik I             | Przeciwnik II          | Miejsce       |
| ---------------- | ------------------------ | ---------------------- | ------------- |
| 66 kg styl wolny | Paride Romagnoli (ITA) P | Károly Kárpáti (HUN) P | 13.           |

## Letnie Igrzyska Olimpijskie 1948
| Konkurencja      | Rundy eliminacyjne  | Rundy eliminacyjne    | Rundy eliminacyjne     | Rundy eliminacyjne            | Rundy eliminacyjne     | Rundy eliminacyjne | Rundy eliminacyjne | Klas. końcowa |
| Konkurencja      | Przeciwnik I        | Przeciwnik II         | Przeciwnik III         | Przeciwnik IV                 | Przeciwnik V           | Przeciwnik VI      | Przeciwnik VII     | Miejsce       |
| ---------------- | ------------------- | --------------------- | ---------------------- | ----------------------------- | ---------------------- | ------------------ | ------------------ | ------------- |
| 73 kg styl wolny | Willy Angst (SUI) Z | Kálmán Sóvári (HUN) Z | Anant Bhargava (IND) Z | Jean-Baptiste Leclerc (FRA) Z | Leland Merrill (USA) P | wolny los Z        | Yaşar Doğu (TUR) P | 2.            |

## Letnie Igrzyska Olimpijskie 1952
| Konkurencja      | Rundy eliminacyjne | Rundy eliminacyjne    | Rundy eliminacyjne      | Klas. końcowa |
| Konkurencja      | Przeciwnik I       | Przeciwnik II         | Przeciwnik III          | Miejsce       |
| ---------------- | ------------------ | --------------------- | ----------------------- | ------------- |
| 67 kg styl wolny | Jack Vard (IRL) Z  | Osvaldo Blasi (ARG) Z | Takeo Shimotori (JPN) P | 11.           |